# Juan David Arizala
Juan David Arizala Micolta (El Charco, 10 de octubre de 2005) es un futbolista colombiano que actualmente juega como extremo derecho en Independiente Medellín.

## Trayectoria
Comenzó su carrera en el departamento del Valle del Cauca con los Ciclones FC con sede en Cali. Habiendo impresionado en el Torneo Internacional de las Américas de 2021, fue nombrado capitán de los Ciclones para el 2022, y fue convocado a una selección del departamento del Valle del Cauca por sus actuaciones. 
Se unió al equipo profesional Independiente Medellín en enero de 2023, y dos meses después fue ascendido del equipo sub-20 al equipo mayor.  Hizo su debut profesional con el equipo en el mismo mes, entrando como suplente en el segundo tiempo por Johan Martínez en una derrota por 2-0 como visitante ante Boyacá Chicó en la Categoría Primera A. 